# Ed Pieters
Eduard Antoon Marie (Ed) Pieters (Den Haag, 11 augustus 1924 – 15 september 1990, Duitsland) was een Nederlandse rooms-katholieke broeder en schrijver van kinderboeken. Zijn kloosternaam was broeder Gregorio.

## Biografie
Ed Pieters was de oudste zoon van Charles Adrianus Pieters (1895-1929, klerk bij de Algemene Rekenkamer te Den Haag) en Johanna Sophia (Jozefina) Groos (1897-1978).
Na het behalen van zijn onderwijsakte in 1944 trad Pieters toe tot de Broeders van Maastricht. Pieters was als onderwijzer werkzaam op scholen in Heerlen en Maastricht. Daarnaast was hij een van de schrijvers van de kinderboekenserie  “Wipneus en Pim”. Hij schreef twintig deeltjes.
In 1964 werd Pieters veroordeeld tot acht maanden cel, waarvan drie maanden voorwaardelijk, wegens seksueel misbruik van leerlingen. Ook verloor hij zijn onderwijsbevoegdheid voor de duur van vijf jaar. Door het schoolbestuur van de Aloysiusschool te Maastricht werd hem in februari 1964 echter eervol ontslag verleend. Na het uitzitten van de gevangenisstraf ging hij werken als administrateur van het Diocesaan Missiebureau. In 1968 ging hij verder met het schrijven van de boekjes uit de serie “Wipneus en Pim”.